# Nouvelle droite coréenne
La nouvelle-droite (대한민국의 뉴라이트) désigne en Corée du Sud une tendance politique proche du Néo-conservatisme. Des personnalités comme An Byeong-jik (en), Cho Jun-hyuk (en), Lee Young-hoon, Park Geun-hye, ou encore Shin Ji-ho (en) y sont souvent associés.
La nouvelle droite défend une  forme de rigidité au niveau de l'identité japonaise et se fait la critique du sentiment anti-japonais qui existe parfois au sein de la société coréenne.